# Polska na Zimowych Igrzyskach Olimpijskich 1992
Polskę na Zimowych Igrzyskach Olimpijskich 1992 reprezentowało 53 zawodników w 9 dyscyplinach.
| Sportowcy | złoto | srebro | brąz | 4 m. | 5 m. | 6 m. | 7 m. | 8 m. | Punkty |
| --------- | ----- | ------ | ---- | ---- | ---- | ---- | ---- | ---- | ------ |
| 53        | –     | –      | –    | –    | –    | –    | –    | 1    | 1      |

## Występy Polaków

### Biathlon
- Halina Pitoń - bieg na 7,5 km, 40. miejsce; bieg na 15 km, 20. miejsce
- Agata Suszka - bieg na 7,5 km, 46. miejsce; bieg na 15 km, 46. miejsce
- Zofia Kiełpińska - bieg na 7,5 km, 51. miejsce; bieg na 15 km, 62. miejsce
- Krystyna Liberda - bieg na 7,5 km, 60. miejsce; bieg na 15 km, 59. miejsce
- Agata Suszka, Zofia Kiełpińska, Halina Pitoń - sztafeta 3 x 7,5 km, 14. miejsce
- Zbigniew Filip - bieg na 10 km, 16. miejsce; bieg na 20 km, 72. miejsce
- Jan Ziemianin - bieg na 10 km, 29. miejsce; bieg na 20 km, 32. miejsce
- Krzysztof Sosna - bieg na 10 km, 46. miejsce; bieg na 20 km, 60. miejsce
- Jan Wojtas -  bieg na 10 km, 56. miejsce
- Dariusz Kozłowski -  bieg na 20 km, 58. miejsce
- Dariusz Kozłowski, Jan Ziemianin, Jan Wojtas, Krzysztof Sosna - sztafeta 4 x 7,5 km, 9. miejsce

### Hokej na lodzie
- Gabriel Samolej, Marek Batkiewicz, Mariusz Kieca, Kazimierz Jurek, Henryk Gruth, Rafał Sroka, Robert Szopiński, Dariusz Garbocz, Marek Cholewa, Andrzej Kądziołka, Jerzy Sobera, Krzysztof Kuźniecow, Andrzej Świstak, Mariusz Puzio, Janusz Hajnos, Mirosław Tomasik, Waldemar Klisiak, Dariusz Płatek, Janusz Adamiec, Krzysztof Bujar, Mariusz Czerkawski, Wojciech Tkacz, Sławomir Wieloch, - 11. miejsce

### Łyżwiarstwo figurowe
- Zuzanna Szwed - solistki, 19, miejsce
- Grzegorz Filipowski - soliści, 11. miejsce

### Łyżwiarstwo szybkie
- Ewa Borkowska-Wasilewska - 1000 m, 18.-19. miejsce; 1500 m, 14. miejsce; 3000 m, 24. miejsce
- Paweł Abratkiewicz - 500 m, 31. miejsce; 1000 m, 28. miejsce
- Paweł Jaroszek - 1000 m, 32. miejsce; 1500 m, 16.-17. miejsce
- Jaromir Radke - 5000 m, 16. miejsce; 10000 m, 14. miejsce

### Narciarstwo alpejskie
- Ewa Zagata - slalom gigant, 29. miejsce; slalom specjalny, nie ukończyła
- Marcin Szafrański - supergigant, nie ukończył; slalom gigant, 46. miejsce; slalom specjalny, nie ukończył; kombinacja alpejska, 26. miejsce
- Jakub Malczewski - supergigant, nie ukończył; slalom gigant, 52. miejsce; slalom specjalny, nie ukończył

### Narciarstwo klasyczne
- Dorota Kwaśny - bieg na 5 km stylem klasycznym, 24. miejsce; bieg łączony 5 km stylem klasycznym + 10 km stylem dowolnym, 21. miejsce; bieg na 15 km stylem klasycznym 35. miejsce
- Bernadetta Bocek - bieg na 5 km stylem klasycznym, 36. miejsce; bieg łączony 5 km stylem klasycznym + 10 km stylem dowolnym, 27. miejsce; bieg na 15 km stylem klasycznym, 24. miejsce; bieg na 30 km stylem dowolnym, 23. miejsce
- Małgorzata Ruchała - bieg na 5 km stylem klasycznym, 40. miejsce; bieg łączony 5 km stylem klasycznym + 10 km stylem dowolnym, nie ukończyła; bieg na 15 km stylem klasycznym, 34. miejsce; bieg na 30 km stylem klasycznym, 24. miejsce
- Halina Nowak - bieg na 5 km stylem klasycznym, 55. miejsce; bieg łączony 5 km stylem klasycznym + 10 km stylem dowolnym, 44. miejsce; bieg na 30 km stylem dowolnym, 25. miejsce
- Katarzyna Popieluch - bieg na 15 km stylem klasycznym, 38. miejsce; bieg na 30 km stylem dowolnym, nie ukończyła
- Małgorzata Ruchała, Dorota Kwaśny, Bernadetta Bocek, Halina Nowak - sztafeta 4 x 5 km, 10. miejsce
- Andrzej Piotrowski - bieg na 10 km stylem klasycznym, 57 miejsce; bieg łączony 10 km stylem klasycznym + 15 km stylem dowolnym, 47. miejsce; bieg na 30 km stylem klasycznym, 61. miejsce; bieg na 50 km stylem dowolnym, 48. miejsce
- Wiesław Cempa - bieg na 10 km stylem klasycznym, 63 miejsce; bieg łączony 10 km stylem klasycznym + 15 km stylem dowolnym, 48. miejsce; bieg na 30 km stylem klasycznym, 52. miejsce; bieg na 50 km stylem dowolnym, 32. miejsce
- Stanisław Ustupski - kombinacja norweska, 8. miejsce
- Stefan Habas - kombinacja norweska, 25. miejsce
- Zbigniew Klimowski - skoki narciarskie skocznia duża, 49. miejsce

### Saneczkarstwo
- Leszek Szarejko, Adrian Przechewka - dwójki, 20. miejsce